# 생태계

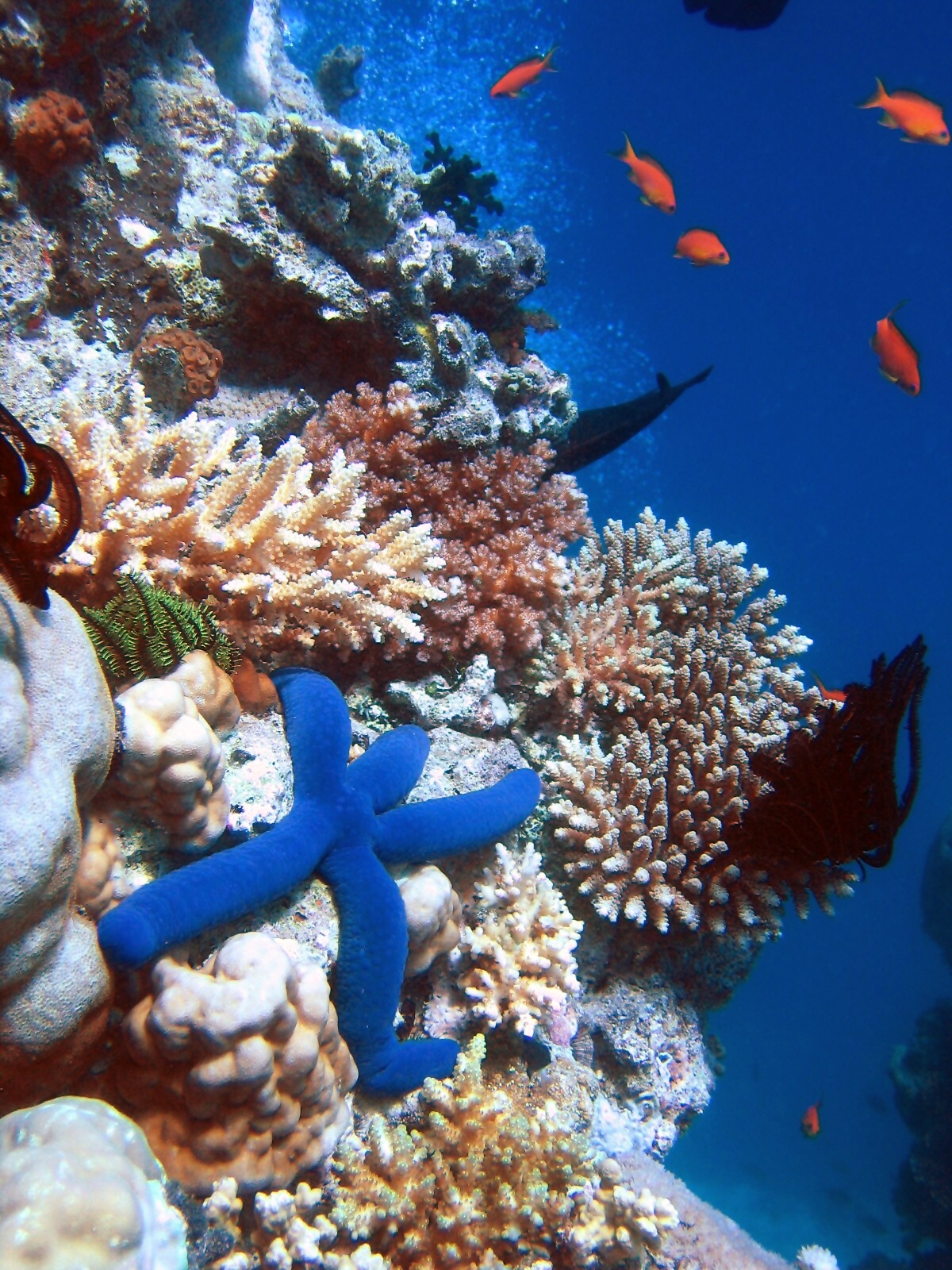
산호초는 해양 생태계의 좋은 예이다.

생태계(生態系, 영어: ecosystem)는 상호작용하는 유기체들과 또 그들과 서로 영향을 주고받는 주변의 무생물 환경을 묶어서 부르는 말이다. 생태계를 연구하는 학문을 생태학(ecology)이라고 한다.
같은 곳에 살면서 서로 의존하는 유기체 집단이 완전히 독립된 체계를 이루면 이를 '생태계'라고 부를 수 있다. 이 말은 곧 상호의존성과 완결성이 하나의 생태계를 이루는 데 꼭 필요한 요소라는 뜻이다.
하나의 생태계 안에 사는 유기체들은 먹이사슬을 통해 서로 밀접하게 연관된 경우가 많다. 이 먹이사슬을 통해 영양물질이 여러 유기체에 걸쳐 순환하고 에너지도 같이 이동하는데, 이런 과정을 거치는 동안 다양한 생태계가 생겨난다.

## 개관
'생태계'라는 용어가 서구 사회에 정립된 것은 1930년 로이 클라팸이라는 학자에 의한 것으로서 그는 환경 전반의 유기체와 생물들의 연관성에 대해 논하기 시작하였다. 후에 영국의 생태학자 아서 탄스리가 앞서 정리한 로이의 연구 결과를 정제하여 발표한 것이 현재의 생태계(Ecosystem)이다. 생태계란 기본적으로 살아있는 유기체 간의 상호작용이 이뤄지는 체계라고 볼 수 있다.
가장 중요한 개념은 모든 자연환경 상에 있어 모든 생물이 그물처럼 연계되어 있다는 점이다. 인간계의 생태학적 개념이란 인간과 자연이 함께 공존하는 것이라고 볼 수 있으며 작은 미생물에서부터 거대한 동물들에 이르기까지 모든 작용이 서로 밀접한 위치에 있음을 상징한다. 생태계의 예로는 크게 육상 생태계, 연안 생태계, 육지 생태계로 나뉜다.

## 기능
인류학적 관점에서 많은 사람들은 생태계가 모든 생산의 원천이자 상품과 용역의 기초가 된다고 본다. 가장 대표적인 것이 목재나 유제품과 같은 제품들이다. 야생동물에서 얻은 육류는 생태학적 관념을 적용하면 훨씬 더 환경과의 조화를 꾀하고 수초를 보호하면서 경제적 이득을 취할 수 있다고 케냐와 남아프리카 일대의 연구에 보고된 바 있다. 그러나 사실 야생 생태계의 구조를 이용한 상업구조는 이렇다 할 성과가 많이 나오는 분야는 아니다. 생태 관광이라고 불리는 자연환경을 이용한 관광 산업이 가장 성공적인 분야라고 할 수 있다. 생태 관광은 자연환경을 보존하면서도 인간이 자연에서의 행복을 누릴 수 있도록 한다는 점에서 윈윈 전략이라고 여겨진다.

## 생태계의 예

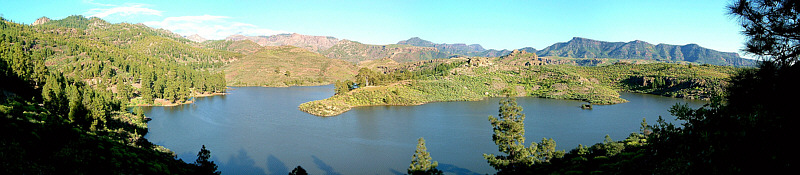
카나리아 제도의 그란 카나리아의 민물 생태계

- 농생태계
- 수생 생태계
- 산호초
- 사막
- 숲
- 인간 생태계
- 해양 생태계
- 연못 생태계
- 프레리
- 우림
- 사바나
- 스텝
- 타이가
- 툰드라
- 도시 생태계
- 아마존

## 같이 보기
- 생물지구화학적 순환